# (9479) Madresplazamayo
(9479) Madresplazamayo (2175 P-L) – planetoida z pasa głównego asteroid okrążająca Słońce w ciągu 4,24 lat w średniej odległości 2,62 j.a. Odkryta 26 września 1960 roku.